# Lasioglossum onocephalum
Lasioglossum onocephalum là một loài Hymenoptera trong họ Halictidae. Loài này được Ebmer mô tả khoa học năm 1996.